# Собор Бильбао
Кафедральный собор Святого Иакова (исп. Catedral de Santiago, баск. Donejakue Katedrala) — собор в Бильбао в готическом стиле. Кафедральный собор епархии Бильбао, носит почётный статус малой базилики.
Здание построено предположительно в XII—XIII веках ещё до основания города в 1300 году, в 1374 году разрушено пожаром, после постоянно перестраивалось. До 1949 года церковь не имела статуса кафедрального собора.
Храм был назван в честь апостола Иакова, расположен на северном варианте Пути Святого Иакова, проходящего в основном по побережью Бискайского залива от юга Франции до собора в Сантьяго-де-Компостела.
Современный вид собора сочетает черты готики начала XV века и готики эпохи Возрождения. Здание площадью около 1100 м² имеет длину 51,5 м и ширину 22,3 м.

## Галерея

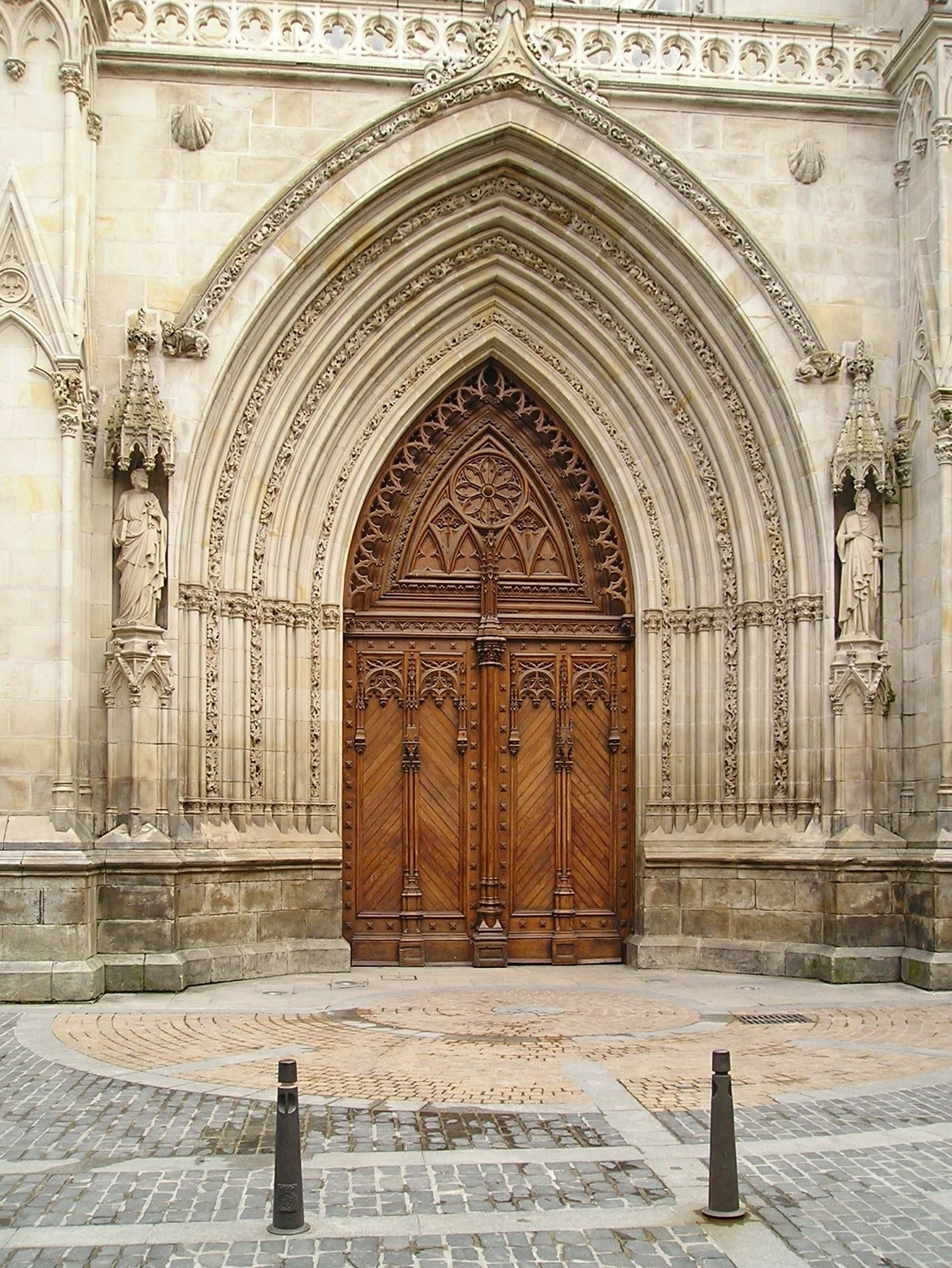
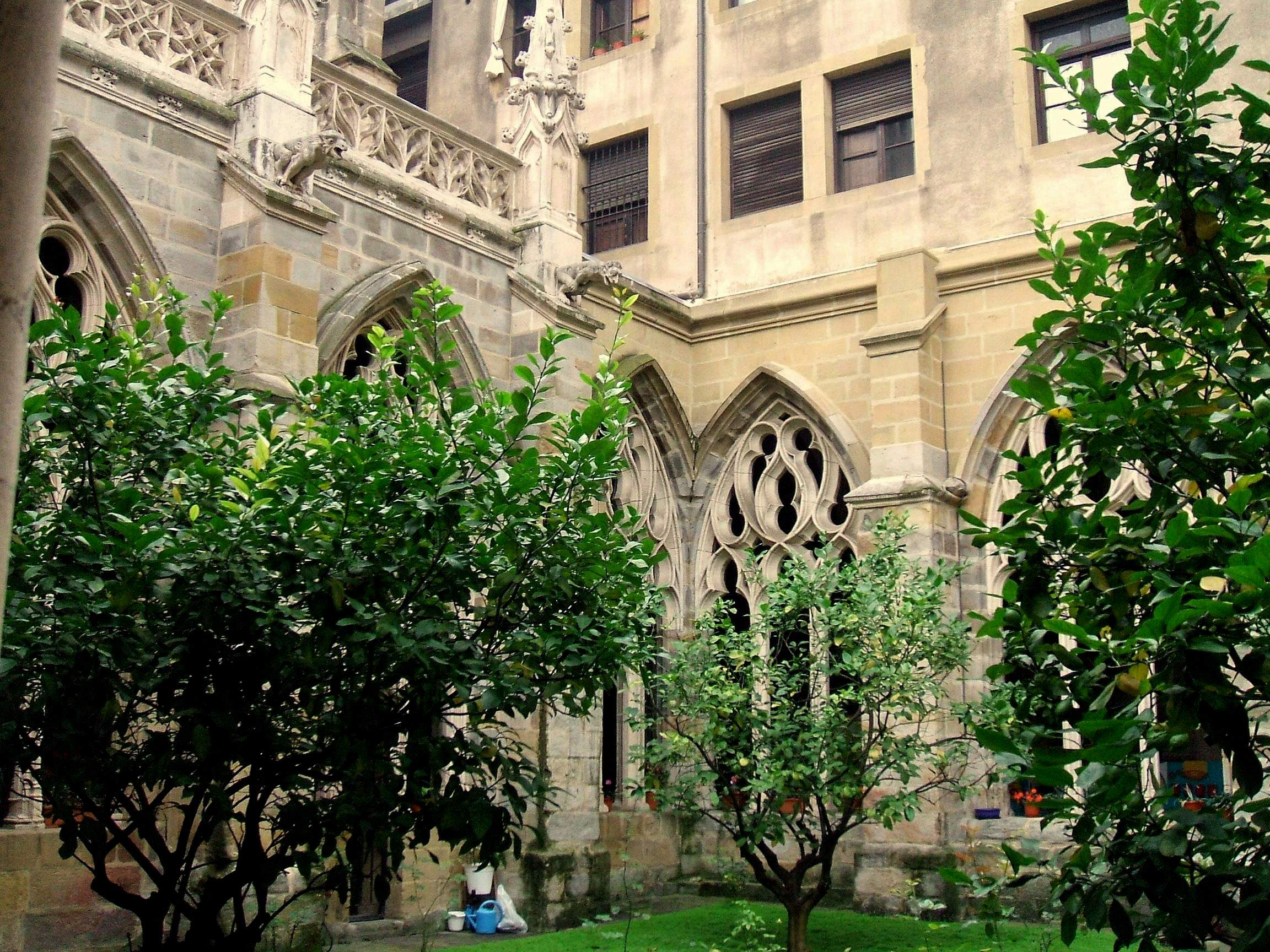
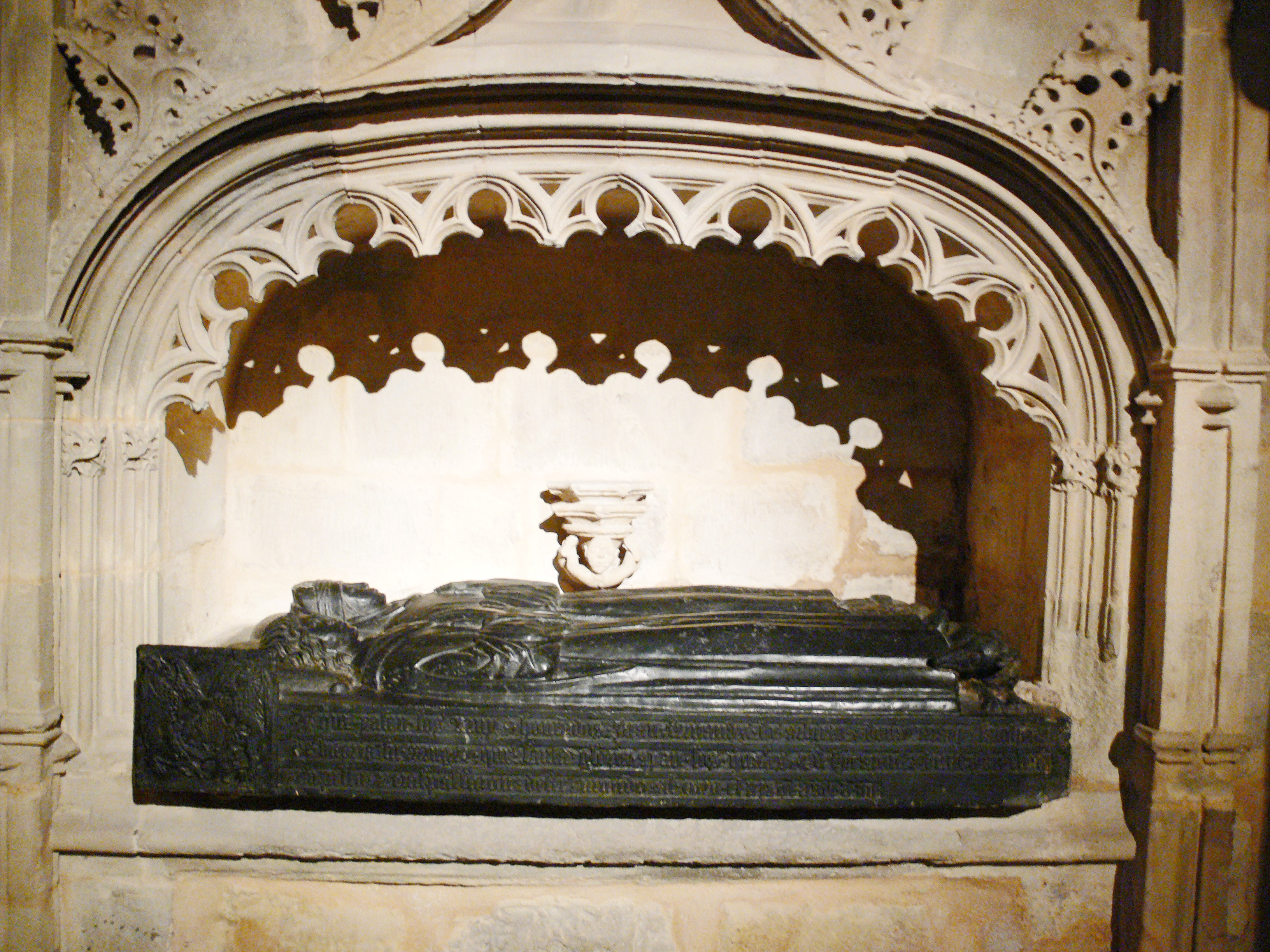
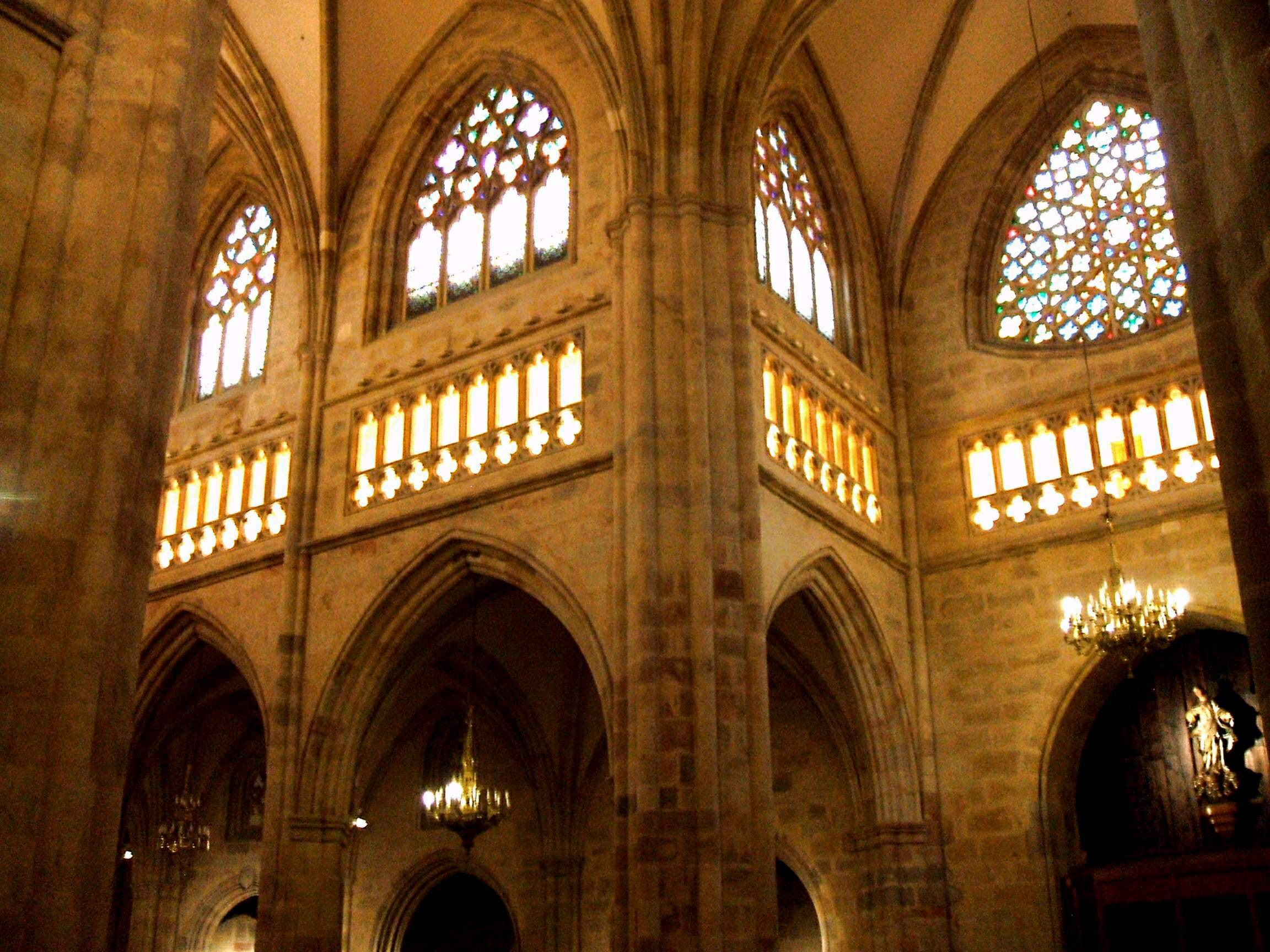